# 李昴英

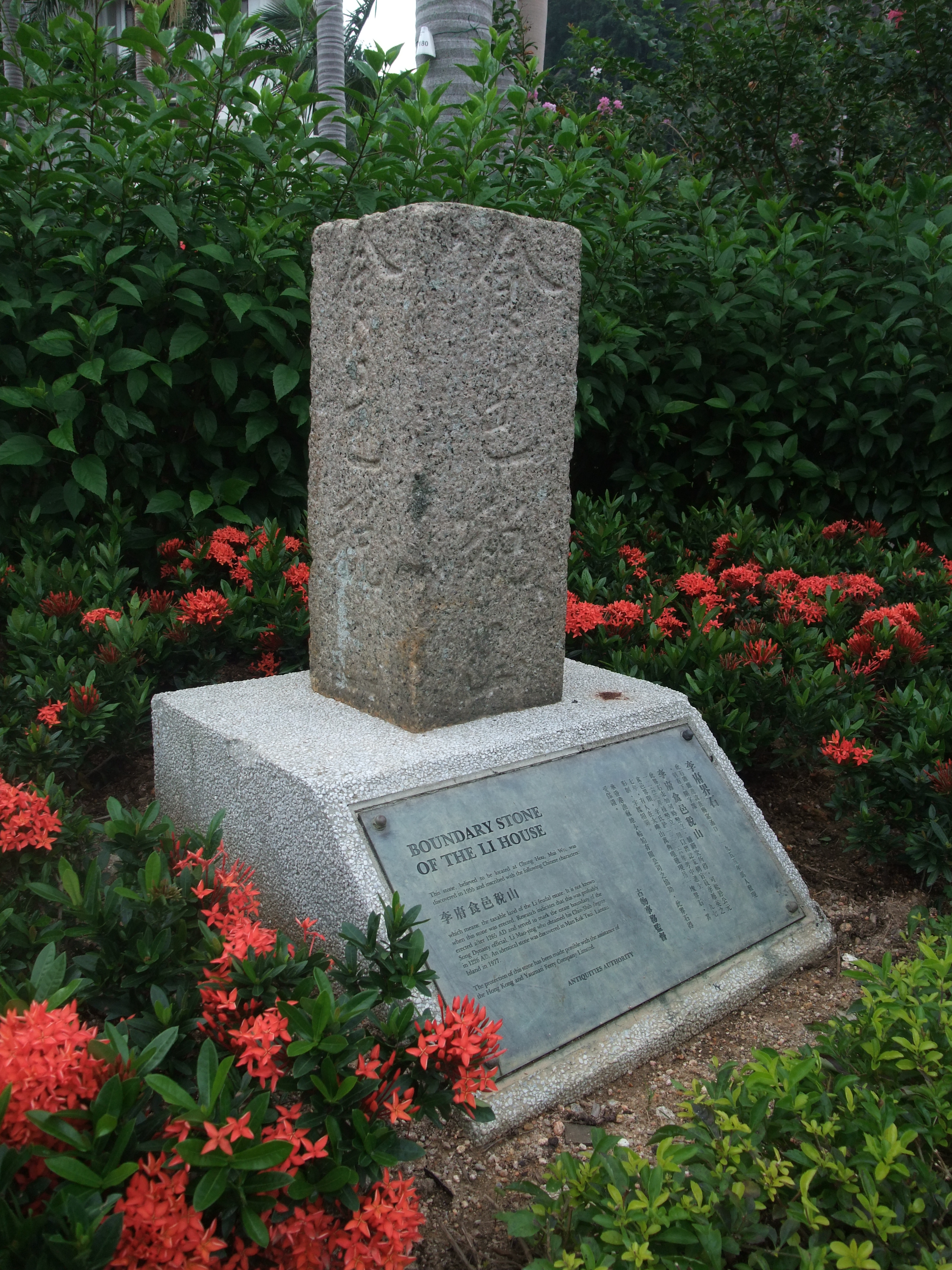
現置於香港梅窩碼頭迴旋處休憩花園的李府食邑稅山，據說原本設在梅窩涌口，1955年為人發現

李昴英（1201年—1257年），字俊明，號文溪。廣東番禺人。南宋名宦及詩人。寶慶二年（1226年）中進士，授予汀州推官。端平三年（1236年）被詔為太學博士，嘉熙二年（1238年）升遷至秘書郎（負責處理圖書收藏及抄寫）兼沂王府教授同年出任福建建寧憲倉提舉（主管茶、鹽產銷和監察工作）。其後不滿官場藉父喪為由引退；至淳祐六年（1246年）再次出仕任右正言兼侍講，至淳祐十二年（1252年）升遷至江西提刑，兼任贛州知州，寶祐二年（1254年）授大宗正卿，兼國史院編修官、實錄院檢討官，兼翰林侍講學士封番禺開國男，賜食邑三百戶，可能番禺縣內所撥食邑戶數不足，再由東莞縣轄下的大奚山湊數。寶祐三年（1255年）斥宦官董宋臣專權後告老還鄉，晚年居於廣州文溪，其後宋理宗想再邀李昴英出仕，但被拒絕，宋理宗後御書堂匾“久遠”赐给他。至寶祐五年（1257年）八月逝世諡忠簡。

## 著作
李昴英的著作被分散編錄在以下書卷：
- 《文溪存稿》，李春叟編（1294年）
- 《全宋詩》第三二五六卷至第三二六零卷
- 《四庫全書·文溪集》

## 備注
1. ↑  即後世稱李府食邑稅山，以分別在梅窩和萬角咀石碑為界，直至1898年香港政府不再承認李氏後人擁有上址
2. ↑  李昴英後人以久遠作為堂號見東涌侯王宮內清乾隆四十二年 (1777年) 所立的大奚山東西涌姜山主佃兩相和好永遠照納碑碑文有：「大奚山田地周圍等處，原係李久遠堂祖遺之業。」另外，位於沙螺灣把港古廟內的咸豐三年 (1852年) 的重修碑中，亦刻有「少房李久遠堂」及「碧房李久遠堂」兩名作記。